# Death Stranding
Death Stranding — компьютерная игра в жанре action с открытым миром, разработанная студией Kojima Productions в сотрудничестве с Guerrilla Games и изданная Sony Interactive Entertainment для PlayStation 4 в 2019 году. В 2020 году компания 505 Games выпустила версию игры для Microsoft Windows. 30 января 2024 года состоялся релиз версии для macOS, iOS и iPadOS. Это первая игра Хидэо Кодзимы и Kojima Productions после разрыва с Konami в 2015 году. В работе над игрой приняли участие актёры Норман Ридус, Мадс Миккельсен, Леа Сейду, Маргарет Куэлли, Томми Дженкинс, Линдси Вагнер и Трой Бейкер; в игре также появляются персонажи, моделями для внешности которых послужили кинорежиссёры Гильермо дель Торо и Николас Виндинг Рефн.
Действие Death Stranding происходит в постапокалиптическом будущем на территории бывших Соединённых Штатов Америки, разрушенных вторжением призрачных существ из другого мира. Игрок управляет курьером Сэмом (Норман Ридус) — своего рода постапокалиптическим почтальоном. Перед ним стоит задача пересечь континент и связать друг с другом изолированные поселения. Death Stranding совмещает в себе свободное путешествие по открытому миру, где игрок должен самостоятельно находить путь к следующей цели, и продолжительные кинематографические катсцены, созданные на движке игры с помощью технологии захвата движения. Основной игровой процесс связан с переноской ценных посылок из одного поселения в другое, причём игрок должен избегать потери и повреждения груза; игра содержит проработанную механику перемещения по пересечённой местности и элементы асинхронной многопользовательской игры.
Death Stranding получила высокие оценки критиков. Большинство обозревателей отметили оригинальность и необычность игры, не укладывающейся в привычные жанровые рамки, а также высоко оценили графику, музыкальное сопровождение и игру актёров. В то же время как игровой процесс, так и сюжет получили полярные оценки критиков — от восторженных до отрицательных. Ряд обозревателей описывал Death Stranding как «игру не для всех». Игра была удостоена ряда наград и номинаций от различных изданий и организаций.

## Игровой процесс

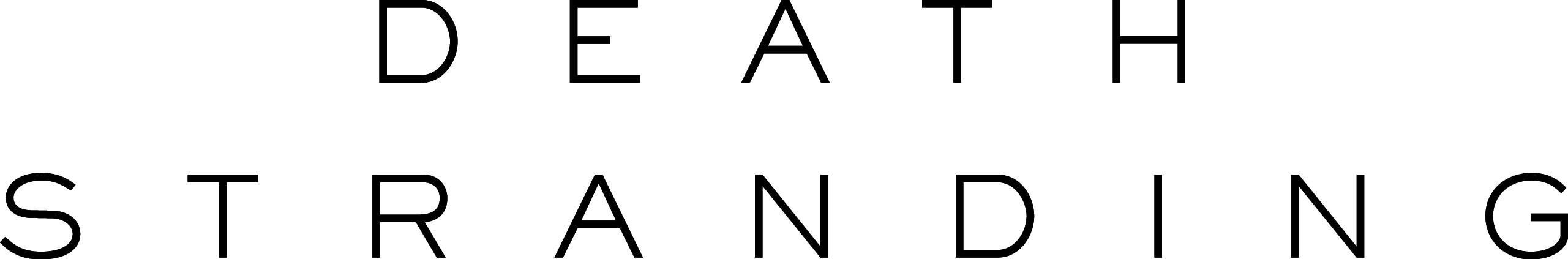
Логотип игры

Death Stranding описывалась как экшн-игра с открытым миром. В основе геймплея лежит доставка посылок из одной точки мира в другую: управляя героем Сэмом, игрок должен выбрать заказ через терминал доставки одного из поселений, погрузить посылку на спину героя и добраться с ней до адресата — в среднем такой пеший поход занимает от пяти до пятнадцати минут. Сам акт путешествия задумывался испытанием и источником эмоций для игрока, наподобие туристического похода. Каждая успешная доставка оценивается по ряду параметров, и игрок получает от неигровых персонажей особые очки — «лайки», наподобие функции «Нравится» в социальных сетях. Игрок получает больше «лайков», если посылка не будет повреждена при доставке, или, например, доставит больше предметов, чем нужно для минимально успешной доставки. Скопив достаточно лайков по одной из нескольких категорий оценки, отмечаемых на специальной диаграмме-звезде, игровой персонаж может стать, например, более выносливым или способным переносить больше груза. Открытый мир игры состоит из двух больших раздельных регионов. Управляемый игроком персонаж начинает игру на крайнем востоке и двигается на запад, открывая и подключая к сети новые поселения.

Игровой процесс Death Stranding. «Сканируя» окружающий мир, игрок получает информацию о рельефе местности — различные цветные значки отмечают препятствия, затрудняющие поход.

В походе между поселениями Сэм должен нести с собой не только ценные посылки, но и припасы, необходимые в путешествии — оружие, лестницы, тросы, даже сменную обувь на случай, если износятся его ботинки. Пересечённая местность заставляет тщательно планировать маршрут: персонаж со временем устаёт, и игрок также должен следить за распределением груза и равновесием персонажа. При большой нагрузке герой начинает крениться в ту или иную сторону, и игрок должен исправлять его положение с помощью кнопок-триггеров геймпада. Подъём по скалам труден, а спуск тем более — если персонаж упадёт, он может рассыпать и повредить ценный груз. Специальный сканер позволяет анализировать местность поблизости, подсвечивая цветными значками возможные опасности — например, камни, об которые легко споткнуться, или глубокие ручьи, где персонажа может унести течением. «Темпоральный дождь», превращающийся в горах в «темпоральный снег», постепенно разрушает и груз на спине персонажа, и любые построенные игроком объекты. Размещая грузы и припасы на спине, игрок должен учитывать, что находящиеся сверху ящики пострадают от темпорального дождя в первую очередь. Игрок должен следить и за состоянием младенца ББ — одновременно спутника и элемента снаряжения героя: в состоянии стресса ББ начинает плакать и даже может потерять сознание, и игрок должен отцеплять и укачивать его с помощью контроллера.
Помимо пеших походов, игрок может находить или строить в поселениях транспортные средства — мотоциклы и грузовики. Эта техника работает на электродвигателях, и игрок должен следить за остатком заряда батареи и исправностью машины. Игрок может строить в мире игры различные конструкции, облегчающие передвижение, — лестницы, укрытия от дождя, мосты через реки и тому подобное. Все эти сооружения постепенно разрушаются под темпоральным дождём и в конечном счёте исчезнут, если их не ремонтировать. Большие сооружения, такие как мосты, требуют от игрока искать в мире игры и использовать для строительства особые ресурсы, наподобие металлов и керамики; многие сооружения можно дополнительно улучшить после строительства — это замедлит их разрушение под дождём и придаст новые функции, например, возможность воспроизведения музыки по выбору игрока. С помощью героини Фрэджайл игровой персонаж может мгновенно телепортироваться в любое поселение из тех, где он уже побывал, даже в другом регионе, а также переносить построенные игроком убежища. Однако персонаж не может переносить таким образом посылки и экипировку, они остаются в том поселении или убежище, откуда было совершено мгновенное перемещение.
Death Stranding содержит многопользовательские элементы, хотя и не требует от игрока постоянного подключения к сети и не содержит кооперативной или соревновательной игры в традиционном смысле — нельзя встретить в мире игры других игроков. Тем не менее, игрок может найти построенные другими игроками сооружения, транспортные средства, брошенные грузы и припасы; игроки могут оставлять друг для друга предупреждающие знаки и «одобрять» чужие сооружения и знаки с помощью «лайков».
Одной из опасностей, угрожающей герою, являются «МУЛы» (англ. MULEs) — бывшие курьеры, страдающие иррациональной зависимостью от самого процесса доставки. Они нападают на действующих курьеров и отнимают у них посылки, чтобы доставить их самостоятельно. МУЛы вооружены нелетальным оружием и стремятся только отнять у игрового персонажа ценный груз, а не убить его. Впрочем, в игре появляются и «террористы», отличающиеся от МУЛов наличием огнестрельного оружия. В некоторых местах игры Сэму противостоят чудовищные «Твари» (англ. Beached Things, BTs) — чуждые фантастические существа из другого мира, появляющиеся только во время дождя. Твари обычно невидимы, но проявляют себя различными образами — отпечатки человеческих рук в грязи, туманные фигуры, привязанные к определённому месту пуповиной, чёрные фигуры, поднимающиеся из смоляных луж, или чудовищные морские существа. В начале игры Твари неуязвимы для игрока, и их можно только избегать, однако в ходе игры Сэм получает оружие против этих созданий. При столкновении с Тварями включается сканер-одрадек на плече Сэма — по его направлению, движению и цвету можно определить, где находятся ближайшие Твари. Сэм может задержать дыхание, чтобы Твари его не заметили, но только на ограниченное время. Обычные человекообразные Твари не убивают персонажа, но стремятся схватить и отнести его к огромной Твари — мини-боссу. Если игрок проиграет сражение с этой Тварью, персонаж погибнет, и произойдёт «выплеск пустоты» — сокрушительный взрыв, оставляющий в мире игры огромный кратер. Эти кратеры остаются и после того, как игровой персонаж вернётся к жизни; они меняют рельеф местности и надолго делают область игрового мира непроходимой, хотя и исчезают со временем. В случае смерти героя действие игры не возвращается к точке сохранения, как во многих других играх. Вместо этого игровой персонаж попадает в «Шов» (англ. Seam) — своеобразное «чистилище» — мир, опрокинутый вверх ногами и погружённый под воду. Игрок может обследовать это пространство с видом от первого лица, собирая различные предметы.

## Предыстория и сюжет

### Предыстория

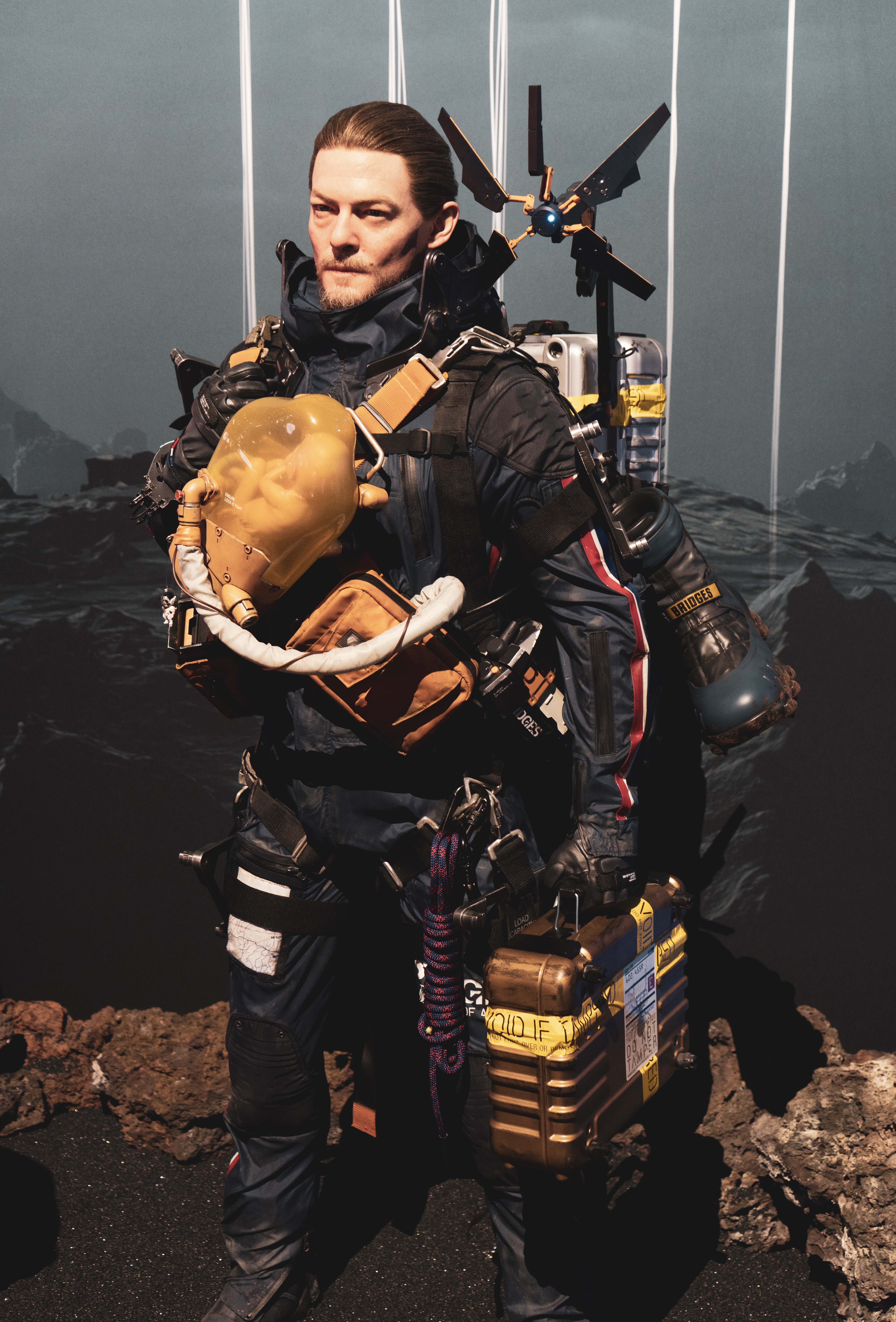
Фигура Сэма Портера-Бриджеса на E3 2018. Персонаж несёт на спине и в руках несколько посылок; на груди у него закреплён младенец ББ, дающий герою способность обнаруживать Тварей, на левом плече — развёрнутый сканер-одрадек.

Действие Death Stranding происходит в постапокалиптическом будущем. Много лет назад США и весь остальной мир были разрушены катастрофой, известной как «Выход Смерти» (англ. Death Stranding). Эта катастрофа связана с существованием жизни после смерти: каждый человек, помимо смертного тела («Ха»), обладает и бессмертной душой («Ка»). При жизни они связаны, но после смерти тела душа попадает в индивидуальный загробный мир Берег (англ. Beach), из которого может двинуться в неведомые миры за ним. У каждого человека свой Берег, хотя в случае гибели множества людей одновременно, как на войне, они могут оказаться на общем Берегу. Заполонившие Землю после Выхода Смерти Твари — это существа из загробного мира, духи мёртвых. Твари — зеркальные отражения людей, состоящие из антиматерии. Контакт крупной Твари с человеком приводит к мгновенной аннигиляции — «выплеску пустоты», взрыву, способному уничтожить целый город и оставить после себя кратер с отпечатком огромной ладони внутри. После вторжения Тварей большинство старых городов Америки были уничтожены в подобных Выплесках. С Выходом Смерти каждый труп стал источником опасности — после смерти человеческое тело быстро «некротизируется» (в течение 48 часов) и превращается в очередную Тварь, поэтому специальные бригады должны вывозить тела умерших прочь от населённых пунктов и сжигать до того, как произойдёт превращение.
Вместе с Выходом Смерти на Земле появились или проявили себя и другие предметы и явления, как «хиралий» (англ. chiralium) — особая материя, подобная тёмной материи, существовавшая со времен Большого взрыва. Она не подчиняется обычному ходу времени и меняет течение времени вокруг себя. «Темпоральный дождь» (англ. Timefall), связанный с хиралием, многократно ускоряет ход времени для всего, на что попадает, будь то люди или постройки, заставляя их стареть и разрушаться на глазах. Этот дождь идёт только в определённых местах, и о начале дождя оповещает перевёрнутая радуга. После Выхода Смерти некоторые люди приобрели сверхъестественные способности: так, «возвращенцами» (англ. repatriates) называются те, чьи души способны после смерти воссоединиться с собственными телами, воскреснув во плоти. Особое состояние, известное как ДУМ (англ. DOOMS), отличает людей, связанных с загробным миром. Сэм, главный герой игры, одновременно является возвращенцем и имеет ДУМ, хотя и низкого второго уровня — он не может видеть Тварей самостоятельно, только чувствовать их присутствие. Героиня Фрэджайл, как носительница ДУМ более высокого уровня, способна и видеть Тварей, и мгновенно телепортироваться из одного места в другое, а антагонист Хиггс — вызывать Тварей и управлять ими.
После Выхода Смерти Соединённые Штаты Америки перестали существовать как государство: люди живут в нескольких безопасных городах-«узлах» и разбросанных в глуши бункерах «выживальщиков» (англ. preppers). Только курьеры (англ. porters) осмеливаются выходить за стены городов и переносить ценные грузы из одного поселения в другое — без этого и города-узлы, и бункеры выживальщиков обречены на вымирание. Остатки старого правительства на востоке страны сформировали федерацию под названием UCA (англ. United Cities of America, «Соединённые Города Америки»); подчиненная UCA курьерская компания «Бриджес» (англ. Bridges), на которую работает Сэм, стремится восстановить единство страны. Люди в центральной и западной частях материка не доверяют UCA, а террористы из организации Homo Demens открыто выступают против неё и «Бриджес». Как «Бриджес», так и террористы из Homo Demens пользуются технологией, которую «Бриджес» называет ББ — «Бридж-Бэби» (англ. Bridge Baby, BB): ББ представляют собой человеческие эмбрионы в искусственных матках. К ним относятся как к ценному оборудованию, а не как к живым детям. В то время как для большинства людей Твари невидимы, ББ видят их и могут взаимодействовать с особым сканером-«одрадеком» (англ. odradek), сообщающим человеку, где находятся Твари.

### Сюжет
В начале игры курьер Сэм (Норман Ридус) помогает «отделу утилизации трупов» перевезти человеческий труп в крематорий за городом Центральный узел. В пути на грузовик нападают Твари, которыми управляет некий неизвестный человек в маске; гигантская Тварь поглощает спутника Сэма, за чем следует выплеск пустоты — грандиозный взрыв, в котором погибает и Сэм, и весь город. После возвращения с того света Сэм оказывается в центре «Бриджес» в другом городе, Столичном узле. Он встречается с коронером «Бриджес» Дедмэном (внешность Гильермо дель Торо, голос Джесси Корти), директором Дайхардменом (Томми Эрл Дженкинс) и своей приёмной матерью — президентом UCA Бриджет Стрэнд (Линдси Вагнер). Бриджет умирает от рака, но оставляет Сэму завещание: направиться на запад, найти дочь Амелию (внешность Линдси Вагнер, голос Эмили О’Брайен) и воссоединить Америку. Сэм относит тело Бриджет в крематорий вместе с ББ-28. Обнаружив, что младенец-детектор жив, исправен и в состоянии обнаруживать Тварей, Сэм оставляет его себе и позже начинает называть именем «Лу».
За два года до начала действия игры Амелия отправилась на запад вместе с большой экспедицией «Бриджес», выстроив по всему континенту хиральную сеть центров и терминалов, однако подключить их друг к другу не удалось, экспедиция была рассеяна и погибла, а Амелия была схвачена террористами из Homo Demens и не может покинуть город Краевой узел на западном побережье материка. Она, тем не менее, выходит на связь, появляясь в виде бестелесной «хиралиграммы», а также как видение в снах Сэма. Амелия и «Бриджес» хотят, чтобы Сэм прошёл тем же маршрутом и закончил начатое Амелией — это и было завещание Бриджет Стрэнд; Амелия должна стать новым президентом. Особое устройство «кьюпид» позволит подключать ранее посещённые Амелией поселения к общей сети. Сэм неохотно уступает давлению и вместе с ББ отправляется на запад.
В городе Портовый узел Сэм вновь сталкивается с человеком в маске — это лидер Homo Demens Хиггс (Трой Бейкер), называющий себя «частицей Бога». На этот раз Сэму удаётся победить вызванную Хиггсом гигантскую Тварь. В пути на запад Сэму помогает Фрэджайл (Леа Сейду), хозяйка крупнейшей местной курьерской компании. Когда-то Фрэджайл и Хиггс работали вместе, но Хиггс предал свою напарницу, подкладывая миниатюрные термоядерные бомбы в грузы, которые она переносила. В результате был уничтожен город Срединный узел и едва не погиб Южный узел. Хиггс пытается провернуть свой трюк с бомбой и с Сэмом, но тому удаётся выбросить бомбу в безопасное место. Попадая в необычные хиральные штормы, Сэм раз за разом оказывается в загробном мире — на полях сражений, напоминающих Первую мировую войну, Вторую мировую и войну во Вьетнаме. Здесь героя преследует солдат по имени Клифф Унгер (Мадс Миккельсен), одержимый желанием вернуть себе ББ. На своем пути Сэм знакомится с другими сотрудниками «Бриджес» — женщиной-инженером Малинген по прозвищу Мама (Маргарет Куэлли), связанной пуповиной с ребёнком-Тварью, и учёным Хартмэном (внешность Николаса Виндинга Рефна, озвучил Даррен Джейкобс), который регулярно умирает и возвращается к жизни. Хартмэн считает, что Выход Смерти может случиться снова, и что покойная Бриджет Стрэнд могла быть «фактором вымирания» — таким же, какие вызывали пять массовых вымираний миллионы лет назад. Более того, таким же «фактором вымирания» может быть и Амелия.
Сэм добирается до Амелии и Хиггса в Краевом узле — завершающей точке пути на западном побережье. Теперь, когда хиральная сеть достроена, и все поселения Америки связаны друг с другом, Хиггс хочет с помощью Амелии связать друг с другом и загробные Берега людей и вызвать шестое, окончательное вымирание — Последний Выход. Сэму удаётся победить и гигантскую Тварь, вызванную Хиггсом, и — уже на Берегу Амелии — самого Хиггса. Кажется, что все проблемы решены, но Сэм сталкивается на загробном Берегу Амелии с президентом Бриджет, Дайхардменом и Клиффом; Амелия выталкивает его в мир живых. Там творятся странные вещи: хиральная сеть сбоит, Фрэджайл не может телепортировать Сэма назад в штаб «Бриджес», и он должен опять пересечь страну пешком, но уже на восток.
Он примиряется с Клиффом, думая, что тот — отец Лу; Клифф показывает симпатию уже к самому Сэму. Оказывается, что Выход Смерти изначально случился по вине Бриджет — это она финансировала программу ББ, чтобы установить связь с Берегами, и появление Тварей было лишь побочным продуктом; в узлах хиральной сети находятся другие ББ. Бриджет и Амелия — не мать и дочь, но одна и та же сущность, действительно «фактор вымирания»: стареющая «Бриджет» была физическим телом, вечно молодая «Амелия» — душой, существующей на потустороннем Берегу. Как Фактор вымирания, Амелия — своего рода богиня загробного мира; она черпает информацию о мире живых, но сама существует вне времени и пространства. Амелия хочет истребить человечество и переместить души людей в загробный мир, поскольку считает его страдания невыносимыми. Она когда-то невольно устроила первый Выход Смерти, в первый раз воскресив Сэма ещё ребёнком. Проложив хиральную сеть, Сэм связал души всех людей с Берегом Амелии и сделал Последний Выход — всеобщее вымирание — возможным. Амелия предлагает Сэму убить её саму или остаться с ней на её Берегу навсегда. Сэм обнимает её и говорит, что связь между ними будет всегда. Амелия признаёт, что жизнь всегда будет бороться до последнего, и в итоге отказывается от плана. Её Берег сгорает в огне, Сэм оказывается выброшенным уже на свой собственный Берег. Он пытается застрелиться из пистолета Дайхардмена, чтобы тоже перейти в загробный мир, но этот пистолет оказывается путём назад на Землю: команда «Бриджес» находит Сэма и вытаскивает его в мир живых.
Сэм покидает «Бриджес» и отправляется в крематорий, чтобы сжечь тело умершего Лу, но не может заставить себя это сделать. Он в последний раз сталкивается с Клиффом: оказывается, покойный Клифф — отец Сэма, и «ББ», которого разыскивал Клифф — не Лу, но сам Сэм, первый ББ в истории этой технологии. Клифф пытался выкрасть его из лаборатории, но был пойман и убит — Дайхардмен и Бриджет застрелили его из того же самого пистолета. От этой пули погиб и младенец-Сэм, но Амелия вернула его на землю. Таким образом Сэм и приобрёл свои способности и начался Выход Смерти. Снова в крематории Сэм пытается реанимировать мёртвого Лу, и младенец тоже воскресает с украшением-«кипу» в руках — подарком Амелии. Они выходят под дождь, который больше не имеет темпоральных свойств. Пробивается солнечный свет, и видна нормальная, не изменённая катаклизмом радуга — Выход Смерти завершился. В сцене после титров имя «Лу» расшифровывается как «Луиза» — ББ с самого начала был девочкой.

## Разработка
Хидэо Кодзима, руководитель Kojima Productions, более известен как создатель серии компьютерных игр Metal Gear. Летом 2015 года после затяжного корпоративного конфликта с японской компанией Konami студия Kojima Productions, бывшая на то время лишь её подразделением, была закрыта, и воссоздана в качестве независимой студии по разработке компьютерных игр 16 декабря того же года. В конце 2015 года, до анонса игры, было сообщено, что ожидаемый первый проект студии должен быть выпущен сначала на PlayStation 4, а затем, после окончания некоторого периода «эксклюзивности», и на PC.
Игра Death Stranding является экшн-игрой, как и Metal Gear Solid, и не должна рассматриваться как замена Silent Hills — отменённого проекта Кодзимы времён его работы в Konami. По поводу жанра игры Хидэо Кодзима заявил, что это будет некий экшн с новыми элементами и привнесениями. Он провёл параллель со своей же ранней игрой Metal Gear 1987 года, которая ныне классифицируется как стелс-игра, однако во время выхода её называли экшеном, так как жанра «стелс» ещё не существовало. По словам Кодзимы, он начал создание игры с разработки оригинальной игровой механики — его замысел поначалу не поняли даже собственные сотрудники Kojima Productions, когда Кодзима изложил им свою идею.
Само название Death Stranding многозначно и может быть переведено как «смертельное выбрасывание на берег» или «смертельное привязывание». С одной стороны, по словам Кодзимы, оно посвящено чему-то инопланетному, «выброшенному» в наш мир подобно тому, как на берег моря выбрасываются киты и дельфины (англ. cetacean stranding). С другой стороны, слово strand используется в психологии в контексте связей и привязанностей, поэтому в трейлерах игры появляются образы кабелей и пуповин, связывающих персонажей друг с другом. Кодзима объяснил одну из главных тем игры, ссылаясь на рассказ Кобо Абэ, в котором говорится, что первым инструментом, созданным человеком, была палка — то, с помощью чего человек удерживает на расстоянии от себя «плохие вещи», а вторым инструментом была верёвка — для удержания «хороших вещей» рядом с собой. Кодзима сравнил основные «инструменты» взаимодействия с окружающим миром в экшн-игре — удары и стрельбу — с «палкой», и сказал, что Death Stranding должна предоставить игрокам и «верёвку» — нечто, что позволит связывать людей друг с другом.
По воспоминаниям Кодзимы, он определился с игровым движком для разрабатываемого проекта лишь осенью 2016 года. Этот движок, позже ставший известным как Decima, был разработан нидерландской компанией Guerrilla Games и использовался только в её собственной игре Horizon Zero Dawn. Kojima Productions не просто заключила договор на использование готового движка, а занялась его доработкой совместно с Guerilla Games. Для этого в Амстердаме было создано подразделение специально для сотрудничества с Guerrilla Games. Guerrilla Games открыла своим партнёрам исходный код движка сразу же, без подписания каких-либо договоров или соглашений о неразглашении. Движку, над которым теперь работали совместно нидерландская и японская студия, присвоили название Decima — в честь острова Дэдзима, где в XVII веке находился голландский торговый пост. Движок Decima отвечал не только за рендеринг графики, но и за многие другие элементы игры — ИИ, физику, логику. Он предоставлял разработчикам «редактор для создания целого мира». Кодзима отмечал, что такой движок особенно подходит для разработки игр с открытым миром.
Уже на ранних стадиях разработки Кодзима привлёк в проект на роли главных героев Нормана Ридуса и Мадса Миккельсена. В феврале 2016 года он сначала встретился с Ридусом в Лос-Анджелесе, а в марте устроил в студии в Сан-Диего сессию «сканирования» внешности актёра и записи движений для предстоящего трейлера. Ридус ранее работал с Кодзимой в таком же качестве в несостоявшемся проекте Silent Hills, для которого их свёл режиссёр Гильермо дель Торо. По воспоминаниям Ридуса, Кодзима вёл себя не так, как кинорежиссёры, с которыми привык работать актёр — японец охотно принимал предложения по поводу того, как должен себя вести персонаж и даже требовал от актёров творческого участия; Ридус не слишком понимал, что из себя представляет сюжет игры, но считал, что Кодзима «мыслит на другом уровне» и называл его «гением гениев». У Сэма в игре более атлетичное тело, чем у Нормана Ридуса в реальной жизни — по словам Кодзимы, актёр специально просил сделать его героя «более мускулистым». Похожим образом в июне 2016 года Кодзима пообщался с датчанином Миккельсеном через Skype, договорился о роли в игре и тем же летом устроил и для него сессию записи уже для второго трейлера. Миккельсен вспоминал, что выглядел с оборудованием для захвата движения и с разрисованным точками лицом «довольно-таки нелепо» и, как и Ридус, совершенно не понимал сюжет игры, несмотря на попытки японца объяснить свои задумки. По его словам, «мы с Норманом старались вовремя кивать и отвечать „да, я понял, двигаемся дальше“». Согласно интервью Кодзимы сайту IGN, для разработки игры очень болезненной оказалась забастовка актёров озвучивания, организованная американским профсоюзом SAG-AFTRA. До её окончания в октябре 2017 года студия Kojima Productions не могла заниматься записью озвучивания или сцен по технологии захвата движения с участием актёров — членов профсоюза, хотя исполнители главных ролей — Ридус и Миккельсен — и проявляли интерес к игре. Студия потратила освободившееся время на работу с движком Decima, дорабатывая его под нужды игры.
Два персонажа игры — сотрудники «Бриджес» Дедмэн и Хартмэн — были смоделированы по образу и подобию кинорежиссёров Гильермо дель Торо и Николаса Виндинга Рефна. Дель Торо раньше сотрудничал с Кодзимой в разработке отменённой игры Silent Hills, но в создании Death Stranding никакого творческого участия не принимал, только дал отсканировать свою внешность для создания трёхмерной модели персонажа; за озвучивание персонажа и захват движения отвечал другой актёр. Дель Торо в интервью IGN называл себя «марионеткой» в руках Кодзимы. Кинорежиссёр отмечал, что процесс сканирования занял около семи часов, и в нём использовалось примерно втрое больше камер, чем обычно используется в кинематографе — Кодзима хотел создать фотореалистичную модель с беспрецедентной детализацией. Аналогичным образом Рефн дал студии отсканировать свою голову, тело и различные выражения лица, но «сыграл» смоделированного таким образом героя, как и в случае дель Торо, другой исполнитель. Кодзима охотно приглашал в студию и других знакомых знаменитостей, особенно деятелей кино, и просил их пройти сканирование, так что многие эпизодические персонажи в игре имеют внешность известных людей. Среди этих камео были журналист и ведущий Джефф Кили, комик Конан О’Брайен, мангака Дзюндзи Ито, разработчики компьютерных игр Сэм Лейк и Хермен Хюльст, кинематографисты Эдгар Райт, Пак Чхан Ук, Хуан Байона, Томми Виркола и Джордан Вот-Робертс и другие.
Название игры было официально озвучено на конференции Sony на выставке E3 2016 в июне 2016 года. Тогда же был продемонстрирован «тизер» игры, наполненный тревожными, но завораживающими образами и скрытыми деталями. Ролик демонстрировал персонажа с внешностью Нормана Ридуса на берегу моря; именно этот персонаж является главным героем игры, управляемым игроком. 2 декабря 2016 года на церемонии награждения The Game Awards 2016 был показан второй тизер, где фигурируют персонажи, смоделированные по образу дель Торо и Миккельсена. Миккельсен в интервью IGN Japan отмечал, что его персонаж не является злодеем в полном смысле этого слова: в играх Кодзимы нет «плохих парней» или «хороших парней», образы героев в них двойственны и совмещают в себе хорошие и дурные черты. Продолжительный трейлер, показанный год спустя на церемонии The Game Awards 2017, был выполнен в духе НФ-хоррора и показывал персонажа Ридуса в составе группы людей в защитных костюмах, подвергающейся нападению невидимого чудовища.
Выпуск версии игры для Microsoft Windows был первоначально запланирован на 2 июня 2020 года, но позже был отложен в связи с пандемией COVID-19 — игра вышла 14 июля.

### Director’s Cut и другие платформы
11 июня 2021 года была анонсирована расширенная версия игры под названием Death Stranding: Director’s Cut («режиссёрская версия»), первоначально только для игровой приставки PlayStation 5. Эта версия игры вышла 24 сентября 2021 года. Для персональных компьютеров на базе Windows версия Director’s Cut была выпущена 30 марта 2022 года.
5 июня 2023 года была анонсирована версия Director’s Cut для macOS. 12 сентября 2023 года компания Apple анонсировала выход версии игры и для смартфона iPhone 15 Pro. Аналогичная версия должна стать доступной и для планшетов iPad, использующих чип Apple M1 и выше. Релиз предполагается в начале 2024 года, в Mac App Store указано, что игра выйдет 31 января.
7 ноября 2024 года Death Stranding: Director’s Cut вышла на Xbox Series X/S, а права на IP перешли Kojima Productions.

## Музыка в игре
Основным композитором и аудиорежиссёром Death Stranding выступил Людвиг Форсселл, работавший также над саундтреком предыдущей игры Хидэо Кодзимы Metal Gear Solid V: The Phantom Pain. В работе над музыкальным сопровождением игры Форсселлу помогал другой композитор, Джоэль Корелиц. В то время, как во многих ключевых сюжетных сценах игры звучит музыка других исполнителей и групп, музыка Форсселла сопровождает и иллюстрирует геймплей. Форсселл описывал для Корелица планируемый саундтрек как «обескураживающий, агрессивный, неослабевающий… современный, эпический, кинематографический звук», при этом избегая тех инструментов, которые обычно ассоциируются с подобной музыкой, чтобы звучать свежо и необычно. Корелиц подготовил для Sony 10 пробных фрагментов. Чтобы добиться гулкого звука, он стучал по разным предметам вроде ящиков и пластмассовых баков и семплировал получившиеся записи — «странный процесс для странной игры». В процессе работы Форсселл, Корелиц и звукотехники Sony даже посетили магазин строительных товаров Home Depot и скупили там множество разных предметов, из которых, на их взгляд, удавалось извлечь интересные звуки. Они также пытались модифицировать звук предоставленного им фортепиано, подкладывая под струны шурупы и игральные карты, ударяя по клавишам резиновой киянкой или садовыми граблями.
В трейлерах Death Stranding были использованы треки исландской группы Low Roar. Песня «I’ll Keep Coming» звучала в дебютном трейлере игры, показанном на конференции E3 2016. Другая песня группы, «Easy Way Out», была использована в тизер-трейлере игры на выставке PlayStation Experience 3 декабря 2016 года. В феврале 2017 года лейблом Mondo Tees LLC при поддержке Kojima Productions ограниченным тиражом был выпущен 12-дюймовый виниловый сингл, содержащий вышеупомянутые песни. Это был самый первый сопутствующий товар, выпущенный для будущей игры.
| №                   | Название            | Автор(ы)            | Длительность |
| ------------------- | ------------------- | ------------------- | ------------ |
| 1.                  | «I'll Keep Coming»  | Low Roar            | 5:52         |
| 2.                  | «Easy Way Out»      | Low Roar            | 4:48         |
| Общая длительность: | Общая длительность: | Общая длительность: | 10:40        |

Специально для игры группами Chvrches, The Neighbourhood, Major Lazer и Bring Me the Horizon были написаны песни, которые будут использоваться в ней.
| №                   | Название               | Автор(ы)                              | Длительность |
| ------------------- | ---------------------- | ------------------------------------- | ------------ |
| 1.                  | «Trigger»              | Major Lazer, Khalid                   | 2:52         |
| 2.                  | «Ghost»                | Au/Ra, Alan Walker                    | 2:59         |
| 3.                  | «Death Stranding»      | CHVRCHES                              | 5:19         |
| 4.                  | «Yellow Box»           | The Neighbourhood                     | 3:03         |
| 5.                  | «Meanwhile… In Genova» | THE S.L.P.                            | 3:25         |
| 6.                  | «Ludens»               | Bring Me the Horizon                  | 4:38         |
| 7.                  | «Ghost»                | Death Stranding: Timefall, flora cash | 3:33         |
| 8.                  | «Sing To Me»           | Death Stranding: Timefall, Missio     | 3:10         |
| Общая длительность: | Общая длительность:    | Общая длительность:                   | 28:59        |

| №                   | Название                       | Длительность |
| ------------------- | ------------------------------ | ------------ |
| 1.                  | «Once, There Was an Explosion» | 3:07         |
| 2.                  | «Alone We Have No Future»      | 3:45         |
| 3.                  | «Bridges»                      | 3:28         |
| 4.                  | «Soulless Meat Puppet»         | 1:37         |
| 5.                  | «Beached Things»               | 3:26         |
| 6.                  | «Chiral Carcass Culling»       | 2:23         |
| 7.                  | «The Face of Our New Hope»     | 3:25         |
| 8.                  | «John»                         | 2:50         |
| 9.                  | «An Endless Beach»             | 5:14         |
| 10.                 | «Heartman»                     | 2:07         |
| 11.                 | «The Severed Bond»             | 4:04         |
| 12.                 | «Claws of the Dead»            | 5:14         |
| 13.                 | «Fragile»                      | 3:34         |
| 14.                 | «Stick vs Rope»                | 4:02         |
| 15.                 | «A Final Waltz»                | 5:25         |
| 16.                 | «Strands»                      | 8:41         |
| 17.                 | «Lou»                          | 3:08         |
| 18.                 | «BB's Theme»                   | 5:16         |
| 19.                 | «Flower of Fingers»            | 5:56         |
| 20.                 | «Cargo High»                   | 2:52         |
| 21.                 | «Demens»                       | 3:22         |
| 22.                 | «Decentralized by Nature»      | 2:06         |
| 23.                 | «Mules»                        | 2:05         |
| 24.                 | «Porter Syndrome»              | 1:21         |
| 25.                 | «Chiralium»                    | 4:09         |
| 26.                 | «Spatial Awareness»            | 3:30         |
| 27.                 | «Stepping Stones»              | 3:15         |
| 28.                 | «Frozen Space»                 | 3:47         |
| 29.                 | «The Timefall»                 | 2:50         |
| Общая длительность: | Общая длительность:            | 1:45:59      |

## Отзывы
| Сводный рейтинг       | Сводный рейтинг                                         |
| Агрегатор             | Оценка                                                  |
| --------------------- | ------------------------------------------------------- |
| GameRankings          | 83,17 %                                                 |
| Metacritic            | (PS4) 82/100 (PC) 86/100 DC (PS5) 85/100 DC (PC) 84/100 |
| OpenCritic            | 83/100                                                  |
| Иноязычные издания    |                                                         |
| Издание               | Оценка                                                  |
| Destructoid           | 8/10                                                    |
| EGM                   | [ 87 ]                                                  |
| Eurogamer             | «Рекомендовано»                                         |
| Famitsu               | 40/40                                                   |
| Game Informer         | 7/10                                                    |
| GameRevolution        | 5/5                                                     |
| GameSpot              | 9/10                                                    |
| GamesRadar+           | 3,5/5                                                   |
| Giant Bomb            | [ 93 ]                                                  |
| Hardcore Gamer        | [ 94 ]                                                  |
| IGN                   | 6,8/10                                                  |
| PC Gamer (UK)         | 85/100                                                  |
| USgamer               | [ 97 ]                                                  |
| VG247                 | [ 98 ]                                                  |
| VideoGamer            | 8/10                                                    |
| The Washington Post   | 9/10                                                    |
| The Guardian          | [ 101 ]                                                 |
| Русскоязычные издания |                                                         |
| Издание               | Оценка                                                  |
| 3DNews                | 7,0/10                                                  |
| Gameplay              | [ 103 ]                                                 |
| Gametech              | (PC) 8/10 (PS4) 8/10                                    |
| GoHa.Ru               | 9/10                                                    |
| «IGN Россия»          | 9/10                                                    |
| StopGame.ru           | «Похвально»                                             |
| «Игромания»           | [ 13 ] [ к. 1 ]                                         |
| «Игры Mail.ru»        | 8/10                                                    |
| «Канобу»              | 8/10                                                    |
| «Мир фантастики»      | 8/10                                                    |

Игра получила преимущественно положительные отзывы критиков, на агрегаторе Metacritic версия для PS4 получила рейтинг 82/100 на основе 111 рецензий, версии для PC — 86/100. Издание Director’s Cut получило 85/100 на основе 66 рецензий для PlayStation 5, и 84/100 на основе 6 рецензий для PC. Вместе с тем, отзывы критиков разнились от очень отрицательных до очень положительных. Некоторые хвалили игру за новые концепции, внешний вид, графику и озвучивание персонажей, другие — критиковали за медленный, раздражительный и скучный процесс.
Обозреватель IGN Тристан Огилви писал, что сложно ответить на вопрос «что за игра Death Stranding»; по его мнению, разработчики из Kojima Productions приложили огромные усилия, чтобы создать игру, но точно такие же усилия ожидаются и от игрока: хотя в игре есть и изобретательная фантастика, и захватывающие дух пейзажи, практически все, чем предлагается заниматься игроку раз за разом — «переносить предмет Х из точки А в точку Б», как в сюжетных, так и в побочных заданиях. Эта переноска осложняется затруднительным управлением и менеджментом груза. По словам Огилви, игра — подобно собственному протагонисту — «спотыкается», не в силах сохранить равновесие между реализмом и эскапизмом. Хотя какие-то части Death Stranding обозревателю и понравились, полюбить он её не смог.
Денис Павлушкин в обзоре от «Игромании» назвал игру «самым дорогим пранком в истории игровой индустрии» — смелым экспериментом и авторским высказыванием, но в то же время «проектом далеко не для всех». По его словам, хотя геймплейные механики Death Stranding крайне необычны для игры-блокбастера, она не вознаграждает игрока за потраченное время и даже активно порицает исследование мира, так что основной причиной играть в неё является только сам умиротворяющий процесс похода, «чистейшая логистика». Сюжет игры Павлушкин охарактеризовал как набор красивых сцен, не складывающийся в цельную картинку и попросту разваливающийся к финалу.
Старейшее японское игровое издание Famitsu присудило игре оценку 40/40 (оценка формируется на основе рецензий четырёх сотрудников издания). Таким образом, Death Stranding стала 26-й игрой, получившей высшую оценку за всю историю издания с 1986 года.

### Продажи
На дебютной неделе Death Stranding стала самой продаваемой игрой на физических носителях в Японии, а Famitsu сообщила, что игра была продана тиражом 185 909 копий, что сделало её самым успешным дебютом новой интеллектуальной собственности в Японии для восьмого поколения игровых консолей, обогнав предыдущего рекордсмена Judgment. Death Stranding оставалась в топ-30 самых продаваемых игр Famitsu в течение пяти недель до 15 декабря, достигнув более 253 тысяч проданных физических копий на тот момент. К марту 2020 года продажи игры в Японии достигли 262 827 физических копий и 136 279 цифровых копий, что составляет в общей сложности 399 106 продаж в Японии.
В Великобритании игра дебютировала на втором месте в чарте продаж на физических носителях, уступив Call of Duty: Modern Warfare (2019). Это второй по величине эксклюзивный дебют для PlayStation в 2019 году, уступивший лишь Days Gone. По данным Media Create, Death Stranding также дебютировала на первом месте в чарте продаж на физических носителях как на Тайване, так и в Южной Корее. Игра также возглавила итальянский и французский чарты продаж. Она заняла второе место в чарте Швейцарии.
К апрелю 2020 года в PlayStation Network игра достигла в общей сложности 3 миллиона игроков, включая 390 тысяч активных пользователей ежемесячно. Согласно оценкам рейтинговой компании Nielsen Media Research на онлайн сервисе Steam за первый месяц было продано примерно 477 тысяч цифровых копий Death Stranding. В мае 2020 года Кодзима заявил, что игра была продана достаточно, чтобы окупить затраты на разработку и получить прибыль, обеспечив финансирование следующего проекта Kojima Production.
В апреле 2021 года головная компания издателя игр 505 Games Digital Bros объявила в финансовом отчете, что на конец 2020 года релиз для ПК принес доход 23 миллиона евро, что делает Death Stranding самой кассовой игрой компании в 2020 году. В октябре 2021 года Digital Bros объявила, что релиз для ПК принес 31 миллион евро. К июлю 2021 года игра разошлась тиражом 5 миллионов копий по всему миру для платформ PS4 и ПК. В ноябре 2022 года совокупные продажи всех версий игры на всех платформах превысили 10 миллионов копий.

### Награды
Игра была номинирована на The Game Awards 2019 в категории «Игра года» и нескольких других. Победила в категориях: «Лучшая режиссура», «Лучший саундтрек», «Лучшая актёрская игра» (Мадс Миккельсен в роли Клиффа).
| Год  | Награда                                       | Категория                                                                          | Итог      | Ссылка          |
| ---- | --------------------------------------------- | ---------------------------------------------------------------------------------- | --------- | --------------- |
| 2017 | Golden Joystick Awards                        | Самая ожидаемая игра                                                               | Номинация | [ 135 ]         |
| 2018 | Golden Joystick Awards                        | Самая ожидаемая игра                                                               | Номинация | [ 136 ]         |
| 2018 | Gamers' Choice Awards                         | Самая ожидаемая игра                                                               | Номинация | [ 137 ]         |
| 2019 | Titanium Awards                               | Игра года                                                                          | Номинация | [ 138 ] [ 139 ] |
| 2019 | Titanium Awards                               | Лучший нарративный дизайн                                                          | Победа    | [ 138 ] [ 139 ] |
| 2019 | Titanium Awards                               | Лучшая приключенческая игра                                                        | Номинация | [ 138 ] [ 139 ] |
| 2019 | Titanium Awards                               | Лучший саундтрек (Людвиг Форсселл)                                                 | Победа    | [ 138 ] [ 139 ] |
| 2019 | Titanium Awards                               | Лучшее озвучивание на испанском языке (Карлос ди Блази)                            | Номинация | [ 138 ] [ 139 ] |
| 2019 | The Game Awards 2019                          | Игра года                                                                          | Номинация | [ 140 ]         |
| 2019 | The Game Awards 2019                          | Лучшая режиссура                                                                   | Победа    | [ 140 ]         |
| 2019 | The Game Awards 2019                          | Лучшее повествование                                                               | Номинация | [ 140 ]         |
| 2019 | The Game Awards 2019                          | Лучший арт-дирекшн                                                                 | Номинация | [ 140 ]         |
| 2019 | The Game Awards 2019                          | Лучшее музыкальное сопровождение/оригинальная музыка                               | Победа    | [ 140 ]         |
| 2019 | The Game Awards 2019                          | Лучший звуковой дизайн                                                             | Номинация | [ 140 ]         |
| 2019 | The Game Awards 2019                          | Лучшая актёрская игра (Мадс Миккельсен)                                            | Победа    | [ 140 ]         |
| 2019 | The Game Awards 2019                          | Лучшая актёрская игра (Норман Ридус)                                               | Номинация | [ 140 ]         |
| 2019 | The Game Awards 2019                          | Лучшая игра в жанре action-adventure                                               | Номинация | [ 140 ]         |
| 2020 | New York Game Awards                          | Big Apple Award за лучшую игру года                                                | Номинация | [ 141 ]         |
| 2020 | New York Game Awards                          | Премия Tin Pan Alley Award за лучшую музыку в игре                                 | Номинация | [ 141 ]         |
| 2020 | New York Game Awards                          | Премия Statue of Liberty за лучший мир                                             | Номинация | [ 141 ]         |
| 2020 | New York Game Awards                          | Премия Herman Melville за лучший сценарий                                          | Номинация | [ 141 ]         |
| 2020 | New York Game Awards                          | Премия Great White Way Award за лучшую актёрскую работу в игре (Норман Ридус)      | Номинация | [ 141 ]         |
| 2020 | New York Game Awards                          | Премия Great White Way Award за лучшую актёрскую работу в игре (Маргарет Куэлли)   | Номинация | [ 141 ]         |
| 2020 | New York Game Awards                          | Премия Great White Way Award за лучшую актёрскую работу в игре (Ти Джэй Дженкенс)  | Номинация | [ 141 ]         |
| 2020 | Guild of Music Supervisors Awards             | Лучший музыкальный супервайзинг в видеоигре                                        | Номинация | [ 142 ]         |
| 2020 | 23rd Annual D.I.C.E. Awards                   | Игра года                                                                          | Номинация | [ 143 ] [ 144 ] |
| 2020 | 23rd Annual D.I.C.E. Awards                   | Выдающееся достижение в анимации                                                   | Номинация | [ 143 ] [ 144 ] |
| 2020 | 23rd Annual D.I.C.E. Awards                   | Выдающееся достижение в арт-дирекшне                                               | Номинация | [ 143 ] [ 144 ] |
| 2020 | 23rd Annual D.I.C.E. Awards                   | Выдающееся достижение в создании образа персонажа (Клифф Унгер)                    | Номинация | [ 143 ] [ 144 ] |
| 2020 | 23rd Annual D.I.C.E. Awards                   | Выдающееся достижение в создании образа персонажа (Сэм Портер Бриджес)             | Номинация | [ 143 ] [ 144 ] |
| 2020 | 23rd Annual D.I.C.E. Awards                   | Выдающееся достижение в области звукового дизайна                                  | Победа    | [ 143 ] [ 144 ] |
| 2020 | 23rd Annual D.I.C.E. Awards                   | Выдающееся техническое достижение                                                  | Победа    | [ 143 ] [ 144 ] |
| 2020 | 23rd Annual D.I.C.E. Awards                   | Приключенческая игра года                                                          | Номинация | [ 143 ] [ 144 ] |
| 2020 | NAVGTR Awards                                 | Оригинальное музыкальное сопровождение в драматическом произведении, новая игра    | Победа    | [ 145 ] [ 146 ] |
| 2020 | NAVGTR Awards                                 | Актёрская игра в драматическом произведении, второстепенная роль (Мадс Миккельсен) | Победа    | [ 145 ] [ 146 ] |
| 2020 | NAVGTR Awards                                 | Сборник песен                                                                      | Победа    | [ 145 ] [ 146 ] |
| 2020 | NAVGTR Awards                                 | Песня, оригинальная или адаптированная («BB’s Theme»)                              | Победа    | [ 145 ] [ 146 ] |
| 2020 | NAVGTR Awards                                 | Звукорежиссура в кинематографической игре                                          | Победа    | [ 145 ] [ 146 ] |
| 2020 | NAVGTR Awards                                 | Звуковые эффекты                                                                   | Номинация | [ 145 ] [ 146 ] |
| 2020 | NAVGTR Awards                                 | Использование звука, новая игра                                                    | Номинация | [ 145 ] [ 146 ] |
| 2020 | Game Developers Choice Awards                 | Игра года                                                                          | Номинация | [ 147 ]         |
| 2020 | Game Developers Choice Awards                 | Лучшее повествование                                                               | Номинация | [ 147 ]         |
| 2020 | Game Developers Choice Awards                 | Лучшая технология                                                                  | Номинация | [ 147 ]         |
| 2020 | Game Developers Choice Awards                 | Лучшее художественное оформление                                                   | Номинация | [ 147 ]         |
| 2020 | Game Developers Choice Awards                 | Лучший звук                                                                        | Номинация | [ 147 ]         |
| 2020 | Game Developers Choice Awards                 | Лучший дизайн                                                                      | Номинация | [ 147 ]         |
| 2020 | Game Developers Choice Awards                 | Премия за инновации                                                                | Номинация | [ 147 ]         |
| 2020 | SXSW Gaming Awards                            | Трендовая игра года                                                                | Номинация | [ 148 ] [ 149 ] |
| 2020 | SXSW Gaming Awards                            | Премия имени Мэтью Крампа за культурные инновации                                  | Номинация | [ 148 ] [ 149 ] |
| 2020 | SXSW Gaming Awards                            | Превосходство в анимации                                                           | Номинация | [ 148 ] [ 149 ] |
| 2020 | SXSW Gaming Awards                            | Превосходство в музыкальном сопровождении                                          | Победа    | [ 148 ] [ 149 ] |
| 2020 | SXSW Gaming Awards                            | Превосходство в повествовании                                                      | Номинация | [ 148 ] [ 149 ] |
| 2020 | SXSW Gaming Awards                            | Превосходство в технических достижениях                                            | Победа    | [ 148 ] [ 149 ] |
| 2020 | SXSW Gaming Awards                            | Превосходство в визуальных достижениях                                             | Номинация | [ 148 ] [ 149 ] |
| 2020 | Премия Британской Академии в области видеоигр | Анимация                                                                           | Номинация | [ 150 ] [ 151 ] |
| 2020 | Премия Британской Академии в области видеоигр | Художественное достижение                                                          | Номинация | [ 150 ] [ 151 ] |
| 2020 | Премия Британской Академии в области видеоигр | Достижение в области звука                                                         | Номинация | [ 150 ] [ 151 ] |
| 2020 | Премия Британской Академии в области видеоигр | Дебютная игра                                                                      | Номинация | [ 150 ] [ 151 ] |
| 2020 | Премия Британской Академии в области видеоигр | Игра за пределами развлечений                                                      | Номинация | [ 150 ] [ 151 ] |
| 2020 | Премия Британской Академии в области видеоигр | Музыка                                                                             | Номинация | [ 150 ] [ 151 ] |
| 2020 | Премия Британской Академии в области видеоигр | Оригинальная игра                                                                  | Номинация | [ 150 ] [ 151 ] |
| 2020 | Премия Британской Академии в области видеоигр | Исполнитель главной роли (Норман Ридус)                                            | Номинация | [ 150 ] [ 151 ] |
| 2020 | Премия Британской Академии в области видеоигр | Исполнитель второстепенной роли (Леа Сейду)                                        | Номинация | [ 150 ] [ 151 ] |
| 2020 | Премия Британской Академии в области видеоигр | Исполнитель второстепенной роли (Трой Бейкер)                                      | Номинация | [ 150 ] [ 151 ] |
| 2020 | Премия Британской Академии в области видеоигр | Техническое достижение                                                             | Победа    | [ 150 ] [ 151 ] |
| 2020 | Famitsu Dengeki Game Awards 2019              | Игра года                                                                          | Номинация | [ 152 ]         |
| 2020 | Famitsu Dengeki Game Awards 2019              | Лучший сценарий                                                                    | Номинация | [ 152 ]         |
| 2020 | Famitsu Dengeki Game Awards 2019              | Лучшая графика                                                                     | Победа    | [ 152 ]         |
| 2020 | Famitsu Dengeki Game Awards 2019              | Лучшая музыка                                                                      | Номинация | [ 152 ]         |
| 2020 | Famitsu Dengeki Game Awards 2019              | Лучший персонаж (Клиффорд Унгер)                                                   | Номинация | [ 152 ]         |
| 2020 | Famitsu Dengeki Game Awards 2019              | Лучший персонаж (Сэм Портер Бриджес)                                               | Победа    | [ 152 ]         |
| 2020 | Famitsu Dengeki Game Awards 2019              | Лучшая приключенческая игра в жанре экшн                                           | Победа    | [ 152 ]         |
| 2020 | Famitsu Dengeki Game Awards 2019              | Лучшая дебютная игра                                                               | Победа    | [ 152 ]         |
| 2020 | 18th Annual G.A.N.G. Awards                   | Аудио года                                                                         | Победа    | [ 153 ] [ 154 ] |
| 2020 | 18th Annual G.A.N.G. Awards                   | Звуковое оформление года                                                           | Победа    | [ 153 ] [ 154 ] |
| 2020 | 18th Annual G.A.N.G. Awards                   | Лучший звук в кинематографическом ролике                                           | Победа    | [ 153 ] [ 154 ] |
| 2020 | 18th Annual G.A.N.G. Awards                   | Лучшие диалоги                                                                     | Победа    | [ 153 ] [ 154 ] |
| 2020 | 18th Annual G.A.N.G. Awards                   | Лучшее интерактивное музыкальное сопровождение                                     | Номинация | [ 153 ] [ 154 ] |
| 2020 | 18th Annual G.A.N.G. Awards                   | Лучшая оригинальная песня («BB’s Theme»)                                           | Номинация | [ 153 ] [ 154 ] |
| 2020 | 18th Annual G.A.N.G. Awards                   | Лучший альбом с оригинальным саундтреком                                           | Победа    | [ 153 ] [ 154 ] |
| 2020 | 18th Annual G.A.N.G. Awards                   | Лучшее звуковое микширование                                                       | Победа    | [ 153 ] [ 154 ] |
| 2020 | 2020 Webby Awards                             | Лучший музыкальный / звуковой дизайн                                               | Номинация | [ 155 ]         |
| 2020 | Golden Joystick Awards                        | Игра года для ПК                                                                   | Победа    | [ 156 ]         |
| 2020 | Golden Joystick Awards                        | Игра года                                                                          | Номинация | [ 156 ]         |

## Наследие
Весной 2020 года ряд комментаторов отметил неожиданную актуальность сюжета и геймплея игры на фоне пандемии COVID-19, изоляции людей в собственных домах и возросшей роли курьеров, доставляющих еду и покупки. Ранее другая игра Кодзимы — Metal Gear Solid 2: Sons of Liberty (2001) — предвосхитила такие характерные для XXI века феномены, как фальшивые новости и эхо-камеры, так что и Death Stranding провоцировала заголовки наподобие «Хидео Кодзима снова предсказал будущее?». В интервью с Джеффом Кили Кодзима саркастически замечал, что если бы он мог предсказывать будущее, то сделал бы игру, которая продавалась бы получше.
На фоне страхов перед коронавирусом житель Китая разработал вдохновленный Death Stranding костюм, чтобы защитить своего ребёнка от COVID-19. В марте 2020 в Steam появилась пародийная игра Walking Simulator, действие которой происходит в мире, опустошённом после Третьей Мировой Войны, а геймплей напоминает Death Stranding.

### Death Stranding 2: On the Beach
Впервые о том, что продолжение игры находится в разработке, стало известно в мае 2022 года, когда Норман Ридус принял участие в интервью изданию Leo Edit, чтобы рассказать о своей работе над игрой. В беседе с Иларией Урбинати Ридус воскликнул: «Мы только что начали работу над второй частью». Позже в интервью он вспоминал о том, как «игра вышла и завоевала все эти награды, и это было грандиозно», а затем повторил, что команда разработчиков «только что приступила к работе над второй частью». В ответ на это автор и режиссёр игры Хидэо Кодзима опубликовал в Twitter серию фотографий, на которых в шутку бьёт Ридуса, со словами: «иди в свою комнату, друг мой».
На ежегодной церемонии награждения The Game Awards 2022 был показан первый трейлер сиквела Death Stranding (рабочее название стилизовано как DS2), в котором были подтверждены актёры, ранее упомянутых в тизерных изображениях игры, а также Трой Бейкер, ранее игравший Хиггса в первой части.

### Фильм
В декабре 2022 года было объявлено о планах выпустить основанный на игре фильм. Кодзима и Kojima Productions должны заниматься работой над фильмом в партнёрстве с канадским продюсером Алексом Лебовичи и его студией Hammerstone Studios. Аллан Унгар должен занять место исполнительного продюсера. Кодзима сообщал, что «принимает активное участие» в работе над фильмом, включая продюсирование, составление наметок сюжета и общий контроль за визуальным стилем и содержанием, но не займёт место кинорежиссёра. В декабре 2023 года Kojima Productions объявила о сотрудничестве со студией A24, известной по фильму «Всё везде и сразу».